# Roman Biłyk
Roman Witalijewicz Biłyk (ros. Рома́н Вита́льевич Би́лык) działający pod pseudonimem Roma Zwier (ur. 7 grudnia 1977 w Taganrogu) – rosyjski wokalista, gitarzysta i producent muzyczny oraz aktor filmowy. Od 2001 r. lider i współzałożyciel rosyjskiego zespołu Zwieri.

## Biografia
Muzyką zainteresował się w wieku 12 lat. Karierę muzyczną rozpoczął w amatorskiej grupie Asymmetry. Po ukończeniu szkoły budowlanej w Taganrogu studiował na wyższej uczelni w Rostowie nad Donem. Jesienią 2000 r. przeprowadził się do Moskwy, gdzie poznał Aleksandra Witeńskiego, z którym w 2001 r. wspólnie założyli zespół Zwieri (pol. Zwierzęta). Chwilę po przeprowadzce do Moskwy, jeszcze przed poznaniem Witeńskiego, Biłyk przeszedł załamanie nerwowe, w wyniku którego przeprowadził, nieudaną próbę samobójczą.  
Wspólnie z grupą Zwieri Biłyk odnosi liczne sukcesy. W 2004 r. zespół otrzymał nagrodę Europe Music Awards dla Najlepszego Artysty Rosji, a w 2005 r. grupa otrzymała nagrodę MTV Russia. 
W 2006 r. ukazała się autobiografia Biłyka "Дожди-пистолеты" (pol. Deszczowe pistolety).  
Oprócz kariery muzycznej, artysta zaangażowany jest również w biznes. W 2011 r. utworzył markę odzieżową o nazwie Zwieri.
W 2014 r. Roman Biłyk rozpoczął przygodę z filmem, kiedy to ukończył kurs reżyserii, czego efektem są dwa video-klipy grupy Zwieri, wyreżyserowane przez Biłyka. Na dużym ekranie artysta zadebiutował, w 2018 r., rolą Majka Naumenki w filmie "Lato" w reżyserii Kiriłła Sieriebriennikowa.

## Życie prywatne
Żonaty z modelką Mariną Korolową, z którą ma dwie córki: Olgę (ur. 2008) i Zoe (ur. 2015).